# Йоан Апокавк
Йоан Апокавк е византийски духовник и богослов. След обучанието си по теология в Константинопол е епископ на Навпакт.
Йоан Апокавк е главен идеолог на вътрешноправославния и духовен сблъсък между църквите на Епирското деспотство и Константинополската патриаршия, последната в изгнание в Никейската империя след падането на Константинопол през 1204 г. Запазената му кореспонденция е ценна не само като исторически паметник, но и заради литературните си достойнства.
От 1204 до 1230 г. Йоан Апокавк е фактически глава на Епирската православна църква.

## Биография
Йоан Апокавк е ученик на бъдещия вселенски патриарх Мануил I Сарантин, по време на чието предстоятелство е призната автокефалията на сръбската православна църква в лицето на Сава Сръбски. На млади години е дякон и служи като помощник на чичо си Константин Манасий, който е епископ на Навпакт. След смъртта на чичо си около 1187 г. се завръща в Константинопол, където служи в Светия Синод.
През 1199 или 1200 г. той е ръкоположен за епископ на Навпакт, и е такъв до 1232 г., когато се оттегля в манастир, където умира на следващата година. По време на епископското си служение влиза в конфликт с Константин Комнин Дука, по-малък брат на епирския деспот Теодор Комнин, срещу чиято деспотична власт и прекомерна данъчна тежест недоволства паството му. Конфликтът води до отстраняване и изгнание на Йоан Апокавк през 1220 г. 
През май 1221 г. по силата на съборно определение е възстановен начело на навпактската епископска катедра, след което отношенията между Йоан Апокавк и Константин Комнин Дука се подобряват, като епископът дори съставя енкоми в чест на Константин Комнин Дука. През същия период Йоан Апокавк, заедно с Димитър Хоматиан и Георги Вардан, се застъпва ревностно за независимостта на Епирската църква от Никейската империя, където патриархът на Константинопол е в изгнание. Конфликтът води до разкол между двете православни църкви, още повече че Йоан Апокавк се обявява против всякакво сближение с католическата църква. Когато Епирското деспотство достига върха на мощта си, Йоан Апокавк постепенно се оттегля от първосвещеничеството си за сметка Димитър Хоматиан, който след безславния край на Солунското кралство през 1226 г. коронясва Тодор Комнин с императорска корона в Солун. Йоан Апокавк енигматично отсъства от церемонията. 
Поражението на епирската армия в битката при Клокотница през 1230 г. и пленяването на Тодор Комнин променя драматично положението на Балканите и в частност това в и на Епирското деспотство. Братът на Тодор Комнин – Михаил II Комнин се вижда принуден да търси подкрепа и евентуален съюз с Никейската империя. В тази връзка автономното управление в Епирската църква приключва. Новият деспот Михаил Комнин признава за легитимна юрисдикцията на Никейската църква над цялата територия на бившата Константинополска патриаршия, в т.ч. и над поместната Епирска църква. Михаил II Комнин се обръща към патриарх Герман II с молба да изпрати епископи, които да извършват законни ръкополагания. Част от бившия епирски епископат губи катедрите си, а през 1232 г. Йоан Апокавк низвергнат се оттегля в манастира Козил, където скоро след това умира.